# Naoyuki Ōi
Naoyuki Ōi (jap. 大井 直幸, Ōi Naoyuki; * 10. Januar 1983, Präfektur Tokio) ist ein japanischer Poolbillardspieler.

## Karriere

### Einzel
Im Juli 2005 schied Naoyuki Ōi bei der 9-Ball-Weltmeisterschaft in der Vorrunde aus. Im Februar 2007 wurde er Fünfter bei der Korea Pro Pool Tour, bei der Predator International Championship wurde er Neunter.
Beim World Pool Masters 2007 schied er im Achtelfinale gegen Oliver Ortmann aus.
Im Oktober 2007 belegte Ōi bei den US Open den 17. Platz, bei der 9-Ball-WM 2007 unterlag er in der Runde der letzten 64 dem Deutschen Ralf Souquet.
Nachdem Ōi bei der 8-Ball-Weltmeisterschaft im April 2008 in der Vorrunde ausgeschieden war, wurde er bei den Qatar World Open Fünfter. Im Oktober schied er in der Runde der letzten 64 der 10-Ball-WM aus. Im November erreichte Ōi seinen bis dahin größten internationalen Erfolg; bei den All Japan Open wurde er Dritter. 2009 erreichte Ōi das Sechzehntelfinale der 10-Ball-WM, verlor jedoch gegen Antonio Lining.
Im März 2010 erreichte Naoyuki Ōi den fünften Platz bei den Japan Open. Beim World Pool Masters 2010 schied er im Achtelfinale gegen Charlie Williams aus. Bei der World Series of Pool wurde Ōi 2010 Fünfter.
2011 schied Ōi bei der 8-Ball-WM in der Vorrunde aus, bei der 10-Ball-WM in der Runde der letzten 64 gegen Oliver Ortmann und bei der 9-Ball-WM im Sechzehntelfinale gegen Antonio Gabica. Bei den US Open kam er auf den 13. Platz.
Im Juni 2012 erreichte Naoyuki Ōi nach Siegen gegen Chang Jung-lin, Thorsten Hohmann und Karl Boyes das Halbfinale der 9-Ball-Weltmeisterschaft, in dem er dem späteren Weltmeister Darren Appleton mit 7:11 unterlag.
2013 und 2014 schied er bereits im Sechzehntelfinale aus, durch Niederlagen gegen Vilmos Földes beziehungsweise Ko Pin-yi. Bei der All Japan Championship 2014 erreichte Ōi das Finale, verlor dieses jedoch gegen Raymund Faraon mit 8:11.
Im Januar 2015 wurde Naoyuki Ōi beim World Chinese 8-Ball Masters Siebzehnter. Nachdem er bei den China Open 2015 die Runde der letzten 32 erreicht hatte, schied er im September 2015 bei der 9-Ball-WM in der Runde der letzten 64 gegen Aloysius Yapp aus. Die All Japan Championship 2015, bei der er im Vorjahr Finalist gewesen war, endete für ihn ebenfalls in der Runde der letzten 64.
Bei der 9-Ball-Weltmeisterschaft 2016 schied er bereits in der Vorrunde aus. Wenige Tage später erreichte er bei den China Open das Achtelfinale. Im Oktober 2016 belegte er bei den US Open den 17. Platz. Bei den Kuwait Open 2016 schied er hingegen in der Vorrunde aus, bei der All Japan Championship 2016 in der Runde der letzten 64. Im Januar 2017 erreichte er bei der Molinari Players Championship, dem ersten Turnier der neu eingeführten World Pool Series, das Viertelfinale, in dem er dem späteren Finalisten Lee Van Corteza nur knapp mit 13:15 unterlag. Einen Monat später zog er bei seiner dritten Teilnahme am World Pool Masters durch einen 8:6-Sieg gegen Cheng Yu-hsuan erstmals ins Viertelfinale ein, in dem er mit 4:8 gegen den amtierenden 9-Ball-Weltmeister Albin Ouschan verlor.

### Mannschaft
Naoyuki Ōi nahm bislang sechsmal am World Cup of Pool teil. 2007 erreichte er mit Satoshi Kawabata das Halbfinale, in dem sie den späteren Siegern des Turniers, Li Hewen und Fu Jianbo, unterlagen. 2008 schieden Ōi und Kawabata im Viertelfinale aus. Mit Tōru Kuribayashi als Doppel-Partner schied Ōi 2010 im Achtelfinale aus, ebenso 2012 mit Kawabata. 2013 erreichten Naoyuki Ōi und Lo Li-wen das Viertelfinale. 2015 bildete er erneut mit Tōru Kuribayashi das japanische Team und erreichte das Halbfinale.
Mit der japanischen Nationalmannschaft nahm Ōi bislang dreimal an der Team-Weltmeisterschaft teil.
Nach dem Achtelfinal-Aus 2010 wurde er mit der Mannschaft 2012 im Finale gegen Taiwan Vizeweltmeister. 2014 folgte das Halbfinal-Aus gegen den späteren Weltmeister China 2.

## Trivia
Während des World Pool Masters 2017 sorgte er mit zwei Interviews mit dem Fernsehsender Sky Sports für Aufsehen. Ōi, der nur wenig Englisch spricht und versteht, ging dabei nicht näher auf die Fragen von Tony Wrighton ein und antwortete unter anderem mit einem Auszug aus dem Lied Pen-Pineapple-Apple-Pen des Komikers Kazuhito Kosaka.